# Julian Rhind-Tutt
Julian Alistair Rhind-Tutt, född 20 juli 1967 i West Drayton, Greater London, är en brittisk skådespelare. 
Rhind-Tutt är mest känd för sin roll som doktor "Mac" Macartney i TV-serien Green Wing.

## Filmografi i urval
- 1994 – Den galne kung George
- 1999 – Skyttegraven
- 1999 – Notting Hill
- 2001 – Lara Croft: Tomb Raider
- 2001 – Miranda
- 2001 – Stardust
- 2004–2006 – Green Wing (TV-serie) (18 avsnitt)
- 2011 – The Hour (TV-serie)
- 2011 – Your Highness
- 2013 – Rush
- 2014 – Blandings (TV-serie) (2 avsnitt)
- 2014 – Lucy
- 2016 – Bridget Jones's Baby
- 2019 – The Witcher (TV-serie)
- 2020 – Min fru går igen
- 2023 – Den charmerande Tom Jones (TV-serie)